# Pietat de la Creu Ortiz
Tomasa Ortiz Real, en religió Pietat de la Creu (Bocairent, la Vall d'Albaida, 12 de novembre de 1842 – Alcantarilla, Múrcia, 26 de febrer de 1916) va ser una religiosa valenciana, fundadora de la Congregació de Salesianes del Sagrat Cor de Jesús. És venerada com a beata per l'Església catòlica.

## Biografia
Nascuda a Bocairent, filla de Josep Ortiz i Tomasa Real, fou la cinquena de vuit germans. Des de petita va manifestar la seva religiositat; es va educar a Bocairent i al col·legi de Loreto de les Germanes de la Sagrada Família de Bordeus a la ciutat de València, on volgué quedar-s'hi com a novícia, però el seu pare li ho impedí, ateses les circumstàncies del moment (hi havia un clima anticlerical i de persecució de les congregacions religioses).
Va voler ingressar en un convent de clausura de carmelites descalces, però una malaltia l'obligà a deixar-ne el noviciat i tornà a casa. En 1866, en morir la seva mare, la família marxà a Canals. Allí, amb l'ajut de les seves germanes Antònia i Mariana, Tomasa obre una escola i es dediquen a ajudar els necessitats i malalts. En 1874 ingressa a la congregació de les Carmelites de la Caritat de Vic, fundada feia poc per Joaquima de Vedruna. Encara novícia, va predir l'epidèmia de còlera que poc després hi hagué a Barcelona, on anà amb les seves companyes per ajudar els malalts.
Se'n va encomanar de la malaltia i deixà el noviciat. A Barcelona va treballar a la indústria tèxtil. Mentrestant, vivia com a empleada al col·legi de les Mares Mercedàries de l'Ensenyança, on impartirà classes durant sis anys i mig. Després d'una experiència mística va decidir de fundar una nova congregació religiosa per atendre els necessitats i, amb el consell del seu confessor, entengué que l'havia de fundar on més calgués: en 1884 unes grans inundacions havien assolat l'horta de Múrcia, causant-hi molts problemes d'assistència als damnificats.

### Primera fundació
El març de 1884 marxa amb tres companyes, postulants de les Carmelites de la Caritat, cap a Múrcia, amb la intenció de fundar-hi una congregació dedicada, com les germanes de Vic, a l'atenció a necessitats i malalts;El bisbe de Cartagena els donà la seva autorització i a Puebla de Soto, molt a prop d'Alcantarilla, funda la primera comunitat de Terciàries de la Mare de Déu del Carme per a l'educació de nenes i assistència a malalts. Poc després de les inundacions hi arribà el còlera, i la fundadora obrí un hospital on atendre els infectats, anomenat "La Providencia". L'exemple donat va atreure altres joves que volien seguir l'estil de vida de les terciàries; s'amplià la comunitat i se'n fundà una segona casa en 1886 a Caudete (Albacete).
En 1887 la comunitat d'Alcantarilla canvià de residència; mentrestant, però, aparegueren diferències entre les dues comunitats, promogudes des de la diòcesi d'Oriola, on hi havia Caudete, i finalment la comunitat de Caudete se'n separà i va formar una nova congregació a partir de la seva, la de les Germanes de la Mare de Déu del Mont Carmel, autoritzada pel bisbe d'Oriola i amb el suport dels carmelites descalços de Caudete; l'agost de 1890, les novícies d'Alcantarilla passen a Caudete, deixant sola la fundadora amb la germana Alfonsa.

### Nova fundació
Pietat de la Creu, molt afectada, fa un temps de retir al convent de les Salesas Reales d'Oriola, per consell del bisbe de Cartagena, Tomás Bryan y Livermore, i decideix de continuar la seva tasca amb una nova fundació. Canvia el carisma de l'institut i segueix el model de Sant Francesc de Sales, que serà el patró de la nova Congregació de Salesianes del Sagrat Cor de Jesús, fundada el 8 de setembre de 1890, dedicada a l'ensenyament i atenció a nenes orfes, joves obreres, malalts i desemparats.
La nova congregació salesiana arribarà a tenir, sota la direcció de la fundadora, 25 cases a les províncies de: Albacete, Alacant, Burgos, Madrid, València i Múrcia.
Al febrer de 1916, Pietat de la Creu cau malalta i poc després mor, als 73 anys.

## Veneració
Morta en llaor de santedat, el 6 de febrer de 1982 se n'inicià a la diòcesi de Cartagena-Múrcia el procés de beatificació, tancat el 7 de maig de 1983 i passant a Roma. Fou beatificada a Roma el 21 de març de 2004 pel papa Joan Pau II.